# Блис
Блис (на английски: Bliss) е град в окръг Гудинг, щата Айдахо, САЩ. Блис е с население от 275 жители (2000) и обща площ от 1,3 km². Намира се на 997 m надморска височина. ЗИП кодът му е 83314, а телефонният му код е 208.